# Radehova (jezero)
Jezero Radehova je jezero v Radehovi. Akumulacijsko jezero se nahaja na potoku Globovnica v Pesniški dolini.